# 科斯坦丁·舒马赫
科斯坦丁·舒马赫（Constantin Schumacher，1976年5月8日—），是一名罗马尼亚职业足球运动员，曾经入选罗马尼亚国家队。

## 职业生涯
舒马赫在家乡球队法尔提西尼开始职业足球生涯，并在1993年加盟罗马尼亚足球乙级联赛球队阿格斯达斯亚，并在当赛季跟随球队升级到甲级联赛。他在阿格斯达斯亚踢了五年甲级联赛，在2000年加盟另一支罗甲球队布加勒斯特快速。
2003年1月8日，舒马赫以60万美元的身价加盟中国足球甲A联赛球队云南红塔。他在中国赛场表现抢眼，成为云南红塔的中场核心，并在7月13日和辽宁中顺的比赛中在中场打进一个近60米的吊射，这也是甲A联赛最远距离的破门纪录。2004赛季，由于重庆力帆收购了云南红塔俱乐部，舒马赫在新赛季为重庆力帆效力，但他在重庆力帆却始终找不到破门的感觉，而且还受到伤病的困扰，联赛只出场14次，没有取得进球，赛季结束后便和重庆队解除合同。
随后他又在罗马尼亚的克拉约瓦和乌克兰球队卢茨克沃伦效力。2006年，他再次来到中国，加盟中甲球队广州医药，和队友巴布拉、拉杜卡努组成广州队的罗马尼亚中轴线。但广州队只获得联赛第三名，无缘中超资格，主教练戚务生因此被解雇，舒马赫再次离开中国。
他先后加盟罗马尼亚甲级联赛的保级球队阿格斯达斯亚和希赫劳尔，但都未能帮助球队保级。2008年，他和希赫劳尔终止合同，现在是一名自由球员。